# Čermná ve Slezsku
Čermná ve Slezsku (niem. Tschirm) – gmina w Czechach, w powiecie Opawa, w kraju morawsko-śląskim. Według danych z dnia 1 stycznia 2012 liczyła 365 mieszkańców.
W miejscowości jest przystanek kolejowy Čermná ve Slezsku.

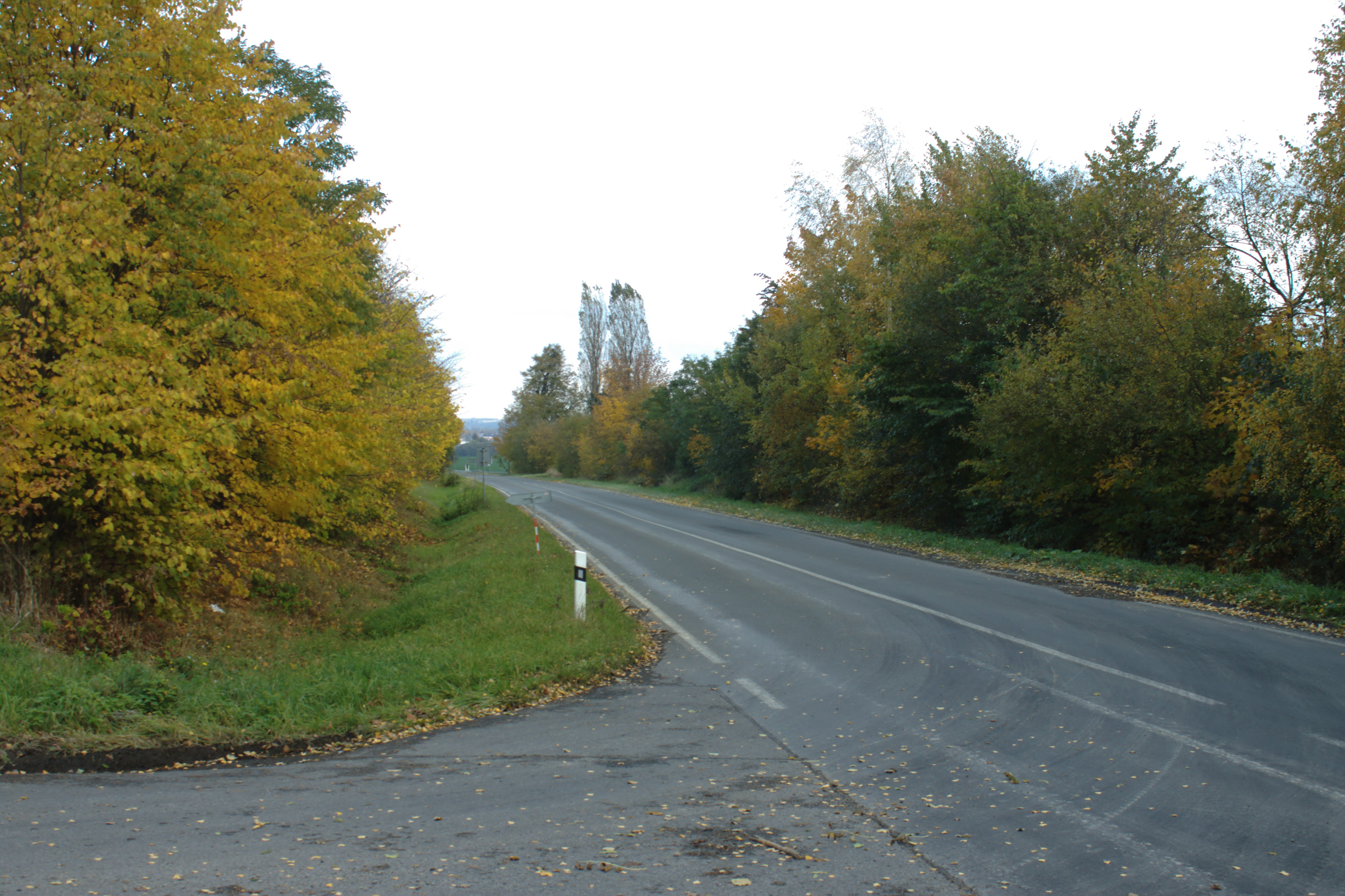
Droga
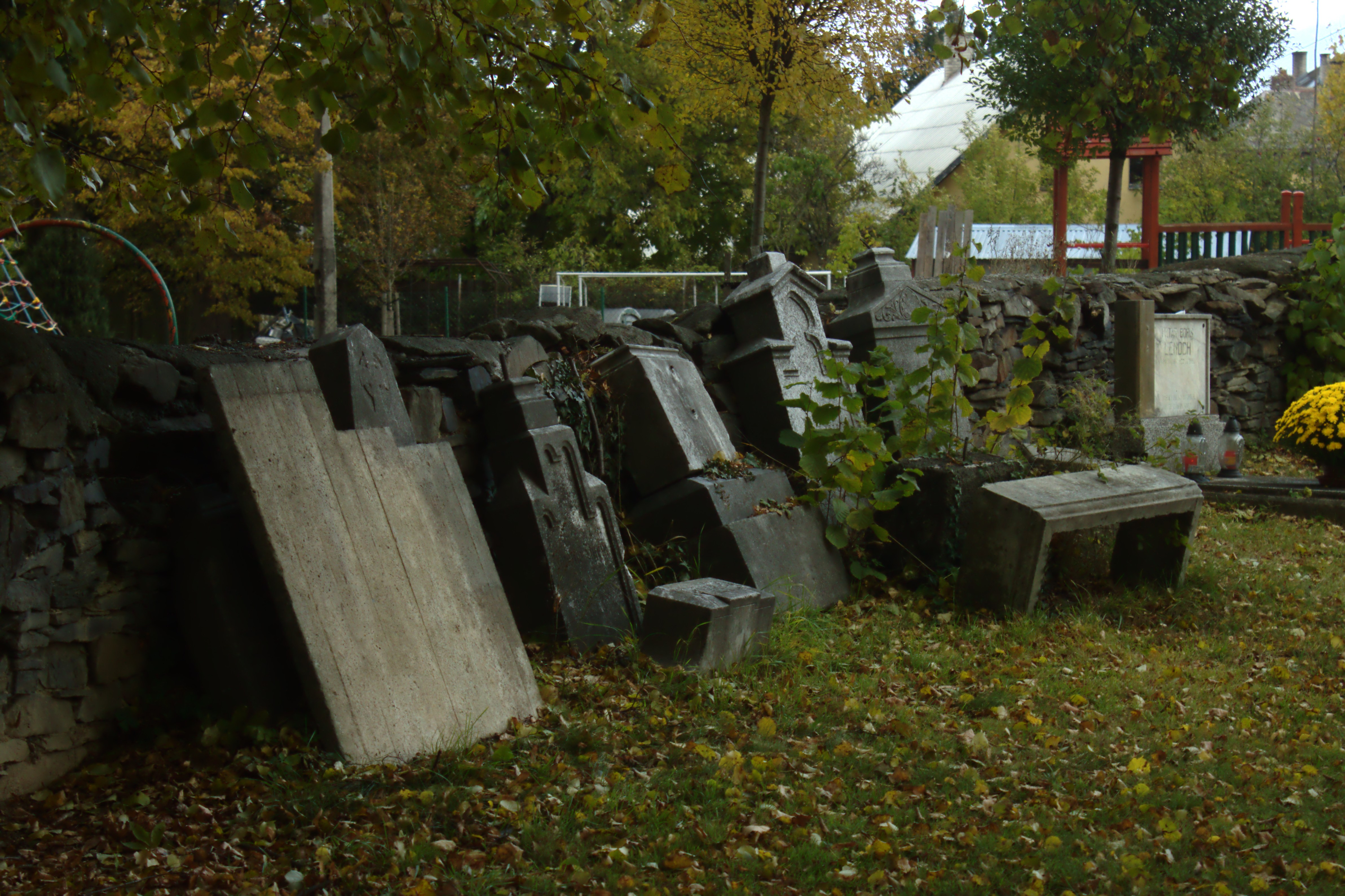
Nagrobki
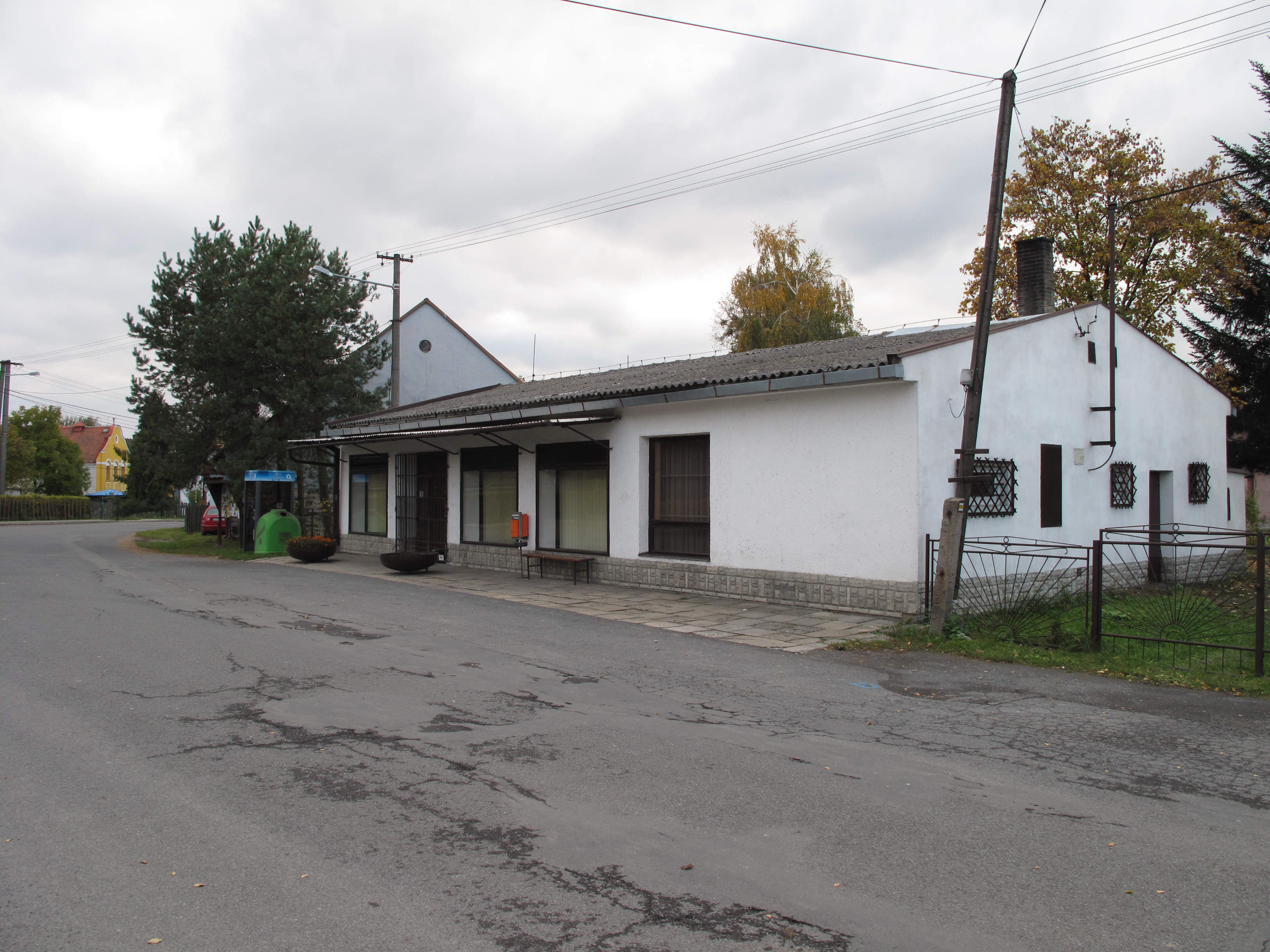
Dom